# Adelmo Landini
Adelmo Landini (Sasso Marconi, 1896 – agosto 1965) è stato un inventore italiano, allievo e assistente di Guglielmo Marconi, nonché a sua volta ideatore di diversi congegni meccanici e radioelettrici.

## Biografia
Consegue a Bologna la licenza tecnica. Partecipa alla prima guerra mondiale  nel Genio Telegrafisti, dove ottiene una promozione al merito, due croci di guerra ed un encomio solenne.
Nel 1927 viene aggregato come "marconista" al panfilo Elettra, dove lavora come assistente tecnico del già famoso conterraneo Marconi. Vi rimane sino al 1931, quando un incidente lo costringe ad abbandonare l'incarico. Si stabilisce in seguito a Genova, dove continua solitarie sperimentazioni che porteranno a sette brevetti, tra i quali spicca un "Apparato di puntamento automatico e progressivo di uno o più proiettori di microonde verso la superficie lunare per scopi comunicativi, televisione compresa, a grandi distanze" ; Landini in pratica usava la Luna come ripetitore di onde magnetiche. Si dedica anche alla scrittura, pubblicando articoli e memorie del periodo con Marconi.
Il suo grande patrimonio di cimeli del periodo (inclusi svariati documenti tecnici) viene progressivamente venduto per sostenere infruttuose attività commerciali.

## Riconoscimenti
A lungo dimenticata dalla storiografia ufficiale su Marconi, la figura di Landini è stata riscoperta durante le celebrazioni per il centenario della nascita della radio nel 1995, grazie al Comitato Guglielmo Marconi Internationale. In quella occasione, il Comune di Sasso Marconi gli ha dedicato una via a Pontecchio.